# Парламент Великої Британії
Парламент Великої Британії (англ. Parliament of Great Britain) — був утворений в 1707 році після ратифікації Актів Союзу як Парламентом Англії, так і Парламентом Шотландії. Акти створили нове єдине Королівство Великої Британії і розпустили окремі  англійські та шотландські парламенти на користь єдиного парламенту, який знаходиться в колишньому будинку англійського парламенту в Вестмінстерському палаці біля міста Лондона. Це тривало майже століття, поки Акти Союзу 1800 об'єднали окремі парламенти Британії та Ірландії в єдиний парламент Сполученого Королівства з 1 січня 1801 року.

## Витоки
Дотримуючись Договору про союз в 1706 році, акти Союзу, що ратифікували Договір, були прийняті як Парламентом Англії, так і Парламентом Шотландії, що створило нове Королівство Великої Британії. Ці акти розпустили обидва парламенти, замінивши їх новим парламентом, який називався «Парламентом Великої Британії», який знаходився в будинку колишнього парламенту Англії. Усі традиції, процедури та постійні накази англійського парламенту були збережені, як і чинні посадові особи, а представники Англії складали переважну більшість нового органу. Навіть не вважалося за необхідне провести нові загальні вибори. Незважаючи на те, що шотландське законодавство та законодавство Шотландії залишалися окремими, після цього нове законодавство було прийнято новим парламентом.
Після того як Ганноверський король Георгій I вийшов на британський трон в 1714 році через Акт про спадкування престолу 1701 року, реальна влада продовжувала відступати від монархії. Джордж був німецьким правителем, говорив погано англійською, і цікавився керуванням своїми землеволодіннями в континентальній Європі, а не у Великій Британії. Він таким чином довірив владу групі міністрів, головним із яких був сер Роберт Волпол, і до кінця його правління в 1727 році була закріплена позиція міністрів, які мали сподіватися на підтримку парламенту. Наступник Джорджа I, його син Георгій II, продовжував стежити за внутрішньою політикою свого батька та доклав невеликих зусиль, щоб відновити монархічний контроль над урядом, який зараз контролюється парламентом. До кінця 18 століття монарх все ще мав значний вплив на Парламент, в якому домінує англійська аристократія, за допомогою меценату, але перестала здійснювати безпосередню владу: наприклад, останній випадок, коли королівську згоду було припинено у 1708 році королевою Анною. На загальних виборах голосування було обмежено вільними власниками та землевласниками, у виборчих округах, що мало змінилися з часів Середньовіччя, так що в багатьох «гнилих» і «кишенькових» районах місця можна було купити, тоді як великі міста залишалися не представленими, за винятком лицарів Шир, що представляли цілі округи. Реформатори та радикали прагнули до парламентської реформи, але, поки розвивалися французькі революційні війни, британський уряд став репресивним проти інакомислення, і прогрес щодо реформ був придушений.
Наступник Георгія II, Георгій III, прагнув відновити королівське панування та абсолютну монархію, але до кінця його правління позиція королівських міністрів — які виявили, що їм потрібна підтримка парламенту для здійснення будь-яких серйозних змін — стала основою  для британського уряду і залишиться так і надалі.
Протягом першої половини правління Георга III, монарх все ще мав значний вплив на парламент, який сам переважав патронат та вплив англійської аристократії. Більшість кандидатів у Палату Громад були визначені як віги чи торі, але коли вони обрали, то формували перехідні коаліції інтересів, а не розділяли чіткі партійні лінії. На загальних виборах голосування було обмежено більшості  власникам майна, у виборчих округах, які були застарілими і не показували зростаючу важливість виробничих містечок або зрушень населення, тому в гнилих і кишенькових районах місця у парламенті можна було купити від багатих землевласників, які контролювали їх, тоді як великі міста залишалися не представленими. Реформатори, такі як Вільям Бекфорд та радикали, починаючи з Джона Вілкса, закликали до реформування системи. У 1780 році проєкт програми щодо реформ був розроблений Чарльзом Джеймсом Фоксом і Томасом Брендом Холлісом і висунуто підкомітетом виборців Вестмінстера. Проєкт включав в себе заклики до шести пунктів, які пізніше були прийняті Чартистами.
Американська революційна війна закінчилася поразкою зовнішньої політики, яка прагнула до насильницького відновлення тринадцяти американських колоній у британському правлінні, яке король Георг III гаряче захищав, а в березні 1782 р. Король був змушений призначити адміністрацію на чолі зі своїми опонентами, які прагнули приборкання царського патронажу. У листопаді 1783 року він скористався можливістю використати свій вплив у Палаті лордів, щоб перемогти законопроєкт про реформу Британсько-Східно-Індійської компанії, звільнив уряд цього дня та призначив Вільяма Пітта Молодшого для формування нового уряду. Пітт раніше закликав парламент почати реформувати себе, але він не надовго наполягав на реформах, які не любив короля. Пропозиції, зроблені Піттом у квітні 1785 року щодо перерозподілу місць з «гнилого району» в Лондон, і округи були переможені у палаті громад шляхом 248 голосів проти 174.
Внаслідок Французької революції 1789 р. такі радикальні організації, як лондонське кореспондентське суспільство, почали наполягати на парламентській реформі, але, оскільки розвивалися французькі революційні війни, уряд вжив широкі репресивні заходи проти побоювань внутрішніх заворушень, що стояли перед демократичними та егалітарними ідеалами Французької революції та прогрес у бік реформ  призупинився на багато десятиліть.

## Парламент Сполученого Королівства
У 1801 році Парламент Сполученого Королівства був створений, коли Королівство Великої Британії було об'єднано з Королівством Ірландії, щоб стати Сполученим Королівством Великої Британії та Ірландії відповідно до Акту Союзу 1800 року.